# Nội mệnh phụ

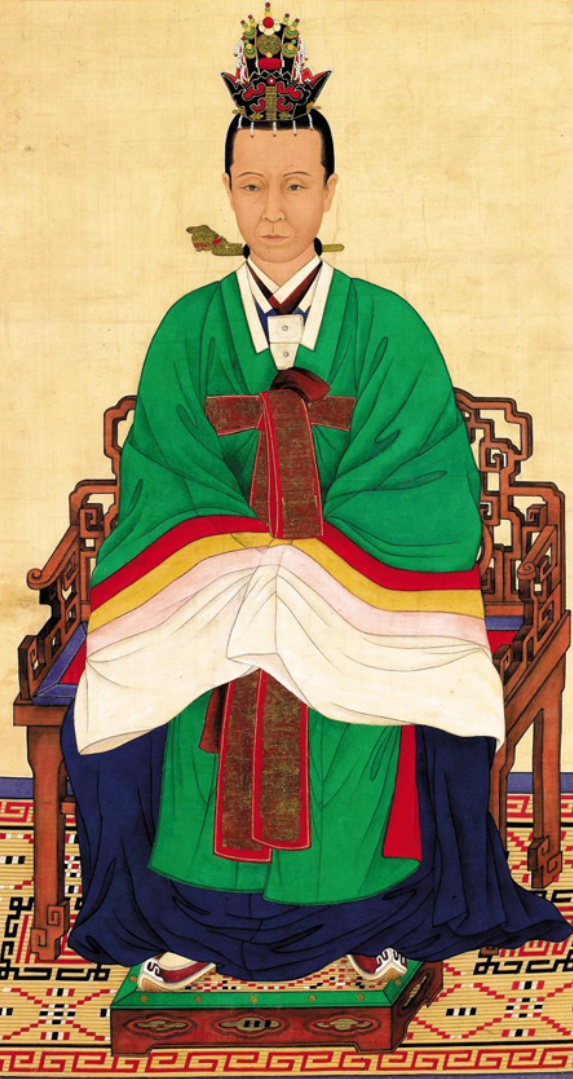
Thần Trinh Vương hậu.

Nội mệnh phụ (chữ Hán: 內命婦; Hangul: 내명부) là từ chỉ Hậu cung ở Triều Tiên, gồm Vương phi và các Hậu cung tần ngự - những người có nhiệm vụ sinh con nối dõi và hầu hạ Quốc vương. Bên cạnh đó, trong Nội mệnh phụ còn có các nữ quan và cung nữ, chuyên thực hiện các công việc của nội cung, điều phối sinh hoạt của vương thất.
Các vị quân chủ Triều Tiên không xưng Hoàng đế mà chỉ xưng Vương (Wang; 王), vì vậy Triều Tiên không có Hoàng hậu (cho đến khi Triều Tiên Cao Tông xưng vị Hoàng đế), mà chính thất gọi là Vương phi (王妃), sau khi qua đời mới được truy phong Vương hậu. Cũng vì vậy, các thiếp ở Hậu cung chỉ có danh hiệu cao nhất là Chính nhất phẩm Tần, rồi đến Quý nhân và các danh hiệu thấp hơn, tuyệt nhiên không có thiếp thất được xếp hàng Phi.
Cách dịch thuật ở Việt Nam cụ thể là với các bộ phim Hàn Quốc đều chung chung quy dịch từ Hoàng hậu cho chính thất Vương phi của các vị Quốc vương Triều Tiên, điều này là không chính xác và gây nhầm lẫn.

## Chính thất mệnh phụ

### Trung điện
Danh xưng Vương phi (Wangpi; 왕비; 王妃) là tước hiệu dành cho chính thất của Triều Tiên quốc chủ, được cử hành hôn lễ với Quốc vương theo nghi thức quốc hôn chính thống hoặc là chính thê của Quốc vương từ trước, lại có một số ít là hậu cung tần ngự được phù chính để làm Vương phi. Chỗ ở của Vương phi luôn nằm tại trung tâm của Nội cung, nên thường được gọi là Trung điện (中殿; 중전). Vương phi đứng đầu Nội mệnh phụ, chỉ đạo toàn bộ công việc thuộc Nội mệnh phụ, có nhiệm vụ quản lý và sắc phong các Nội quan và Cung Quan.
Thời kỳ đầu, các Vương phi đều có mỹ hiệu riêng, như Định An Vương hậu là "Đức phi" hay Chiêu Hiến Vương hậu là "Cung phi", thế rồi vào năm Triều Tiên Thế Tông thứ 9 (1427), Vương phi là danh xưng chính thức được đặt ra để gọi Quốc vương chính thất thay vì phải có phong hiệu gắn trước như các thời kì trước. Trong các pháp điển cũng chỉ đề cập sử dụng thuật ngữ "Vương phi" hoặc là Vương phi điện (왕비전; 王妃殿). Điều này là do vua Thế Tông chiếu theo lệ từ khi nhà Hán xưng đế ở Trung Quốc, thì ["Thiên Tử chi Hậu"] tức vợ của Thiên tử được gọi là Hoàng hậu, còn phu nhân của chư hầu được gọi là Phi. Do đó, chính thất của các Quốc vương Triều Tiên đều được gọi là Vương phi, hoặc giản xưng [Trung điện]. Ngoài cách gọi "Trung điện", Vương phi còn có những cách gọi khác như Khôn điện (곤전; 坤殿), Nội điện (내전; 內殿) và Trung cung điện (중궁전; 中宮殿).
Thông thường Vương phi sẽ sinh sống ở khu vực trung tâm cung điện, đồng thời nơi ở của Đại vương và Vương phi phải được tách ra nhưng cũng phải nằm gần nhau, do vậy trong trường hợp nếu hai người ở Cảnh Phúc cung thì tẩm điện của Vương phi là Giao Thái điện (교태전; 交泰殿) - ngôi điện nằm đằng sau tẩm điện của Đại vương là Khang Ninh điện (강녕전; 康寧殿). Còn trường hợp ở Xương Đức cung, thì tẩm điện của Vương phi là Đại Tạo điện (대조전; 大造殿) - nằm đằng sau tẩm điện của Đại vương là Hi Chính đường (희정당; 熙政堂). Các Vương phi qua đời khi đang tại vị đều được truy phong là Vương hậu (王后; 왕후), Vương phi bị phế từ trước và không được truy phong sẽ bị gọi là Phế phi (废妃; 폐비), không còn Vương vị và không được Vương thất công nhận cũng như sau khi qua đời không được an táng theo nghi lễ Vương thất, không thờ tự.

### Thượng điện
Danh xưng Vương đại phi (Wangt'aepi; 대비; 王大妃) là cách gọi chính thất Vương phi của một Tiên vương, sau khi Tiên vương tạ thế. Cách tôn xưng Đại phi ở Triều Tiên không xét vai vế mà là qua các đời, đồng thời nếu chưa từng là Vương phi thì không thể được tôn làm Vương đại phi. Nếu Quốc vương kế vị tiếp tục qua đời, vị Vương đại phi sẽ được tôn là Đại vương đại phi (T'awangt'aepi; 왕대비; 大王大妃). Các Đại phi được gọi chung bằng kính ngữ Thượng điện (上殿) hoặc Từ điện (慈殿).
Xét vào việc tôn xưng như trên, miễn là người được phong làm Trung điện trước đó thì mới có thể trở thành Đại phi, vì vậy nên có trường hợp Đại phi không phải mẹ ruột hoặc thậm chí là bà nội theo pháp chế, điển hình như Trinh Thuần Vương hậu Kim thị, là Vương đại phi dưới thời Triều Tiên Chính Tổ, dù bà là bà nội trên danh nghĩa của Chính Tổ, hay như dưới thời Anh Tổ, góa phụ vương phi của Cảnh Tông là Tuyên Ý Vương hậu Ngư thị tuy chỉ là chị dâu nhưng do cách một đời quốc vương, nên theo lệ cũ tôn làm Vương đại phi, mà mẫu phi của Cảnh Tông cùng Anh Tổ là Nhân Nguyên Vương hậu Kim thị vẫn còn sống, dưới thời kỳ Cảnh Tông đã được tôn làm Vương đại phi, nên lúc này được tấn tôn làm Đại vương đại phi. Nếu Quốc vương muốn phong mẹ ruột của mình, người chỉ có thân phận tần thiếp, thì chỉ có thể dâng tôn hiệu mỹ từ kèm theo từ Cung (宮) đằng sau, tức Cung hiệu, đấy là lệ dưới thời Cảnh Tông, ông dâng cung hiệu "Đại Tần cung" cho mẹ mình là bà Trương Hy tần. Trong lịch sử Triều Tiên có bảy vị tần ngự mang tôn hiệu này, gọi chung là Thất cung.
Thông thường "Vương đại phi" hay "Đại phi" được dùng như nhau, nhưng trong trường hợp đất nước có đến 3 đời quả phụ trong Vương thất thì Đại phi dùng để chỉ chính thất của Tiên vương đời trước, Vương đại phi dùng để chỉ chính thất của Tiên vương 2 đời trước và Đại vương đại phi dùng để chỉ chính thất của Tiên vương 3 đời trước. Tất cả đều để chỉ Vương phi của tiền triều, trong trường hợp này người có vị phận cao nhất sẽ được gọi là "Thượng điện", sau đó là "Vương đại phi điện" (왕대비전,王大妃殿) và Vương phi tiền triều được gọi là "Từ điện" hoặc "Đại phi điện" (대비전; 大妃殿). Trường hợp 3 đời quả phụ này xuất hiện sau khi vua Triều Tiên Hiến Tông hoăng và Triều Tiên Triết Tông kế vị, cụ thể như sau:
1. Thuần Nguyên Vương hậu Kim thị, tôn phong Văn Nhân Quang Thánh Đại vương đại phi (文仁光聖大王大妃). Chính thất của Thuần Tổ, xét ra là thím của Triết Tông.
2. Thần Trinh Vương hậu Triệu thị, tôn phong Hiếu Dụ Vương đại phi (孝裕王大妃). Chính thất của Dực Tông, xét ra là chị dâu của Triết Tông.
3. Hiếu Định Vương hậu Hồng thị, tôn phong Minh Hiến Đại phi (明憲大妃). Chính thất của Hiến Tông, xét ra là cháu dâu của Triết Tông.

Đến thời Cao Tông, khi đó Thuần Nguyên Vương hậu cũng qua đời, nhưng lại tôn phong Triết Nhân Vương hậu của Triết Tông thành Đại phi, khi đó trong vương cung tiếp tục có 3 đời quả phụ tiếp diễn, cụ thể như sau:
1. Thần Trinh Vương hậu Triệu thị, tôn phong Hiếu Dụ Đại vương đại phi
2. Hiếu Định Vương hậu Hồng thị, tôn phong Minh Hiến Vương Đại phi
3. Triết Nhân Vương hậu Kim thị, tôn phong Minh Thuần Đại phi

Thực tế thì trường hợp 3 đời quả phụ xuất hiện lần đầu tiên không phải dưới triều Triết Tông nhưng lúc này quy chế xưng hô của các Vương phi tiền triều đã được ông hoàn thiện. Lần đầu tiên xuất hiện trường hợp 3 đời quả phụ phải kế đến triều Triều Tiên Thành Tông. Khi ấy, trong vương thất có Trinh Hi Vương hậu Doãn thị - là tổ mẫu của Thành Tông, tôn phong [Từ Thánh Đại vương đại phi]. Chiêu Huệ Vương hậu Hàn thị - là mẹ của Thành Tông, tôn phong [Nhân Túy Vương đại phi], và cuối cùng là thím của Thành Tông là An Thuận Vương hậu Hàn thị tôn phong [Nhân Huệ Vương đại phi]. Do hai vị Vương đại phi xét ra có chồng là anh em của nhau, nên không xem là cách nhau một đời được. Vì thế lúc bấy giờ Thành Tông chỉ định phân biệt hai vị Vương đại phi bằng Tôn hiệu là Nhân Túy và Nhân Huệ, mở ra tiền lệ đồng vị được gọi là Lưỡng Đại phi (양대비; 兩大妃).
Cũng giống như lúc được phong làm Vương phi, những Tiền nhiệm Vương phi khi được sách phong thì khi được tấn tôn làm Vương đại phi cũng sẽ có những vật tương trưng như Địch y, Sách bảo (gồm Ngọc sách và Kim bảo). Thông thường khi được tôn phong làm Vương đại phi hoặc Đại vương đại phi, hoặc tôn phong do Đại vương truy phong cho cha mình làm Đại vương, thì những sinh mẫu vốn chỉ là Thế tử tần bấy giờ vẫn có thể được tôn làm Vương đại phi, như Chiêu Huệ Vương hậu Hàn thị và Thần Trinh Vương hậu Triệu thị. Lúc đó trong Ngọc sách sẽ khắc thêm việc dâng tôn hiệu và Kim bảo sẽ khắc thêm tôn hiệu là Vương phi trước, sau đó mới thuận lý thành chương mà tôn thành Vương đại phi; đấy là như trường hợp của Nhân Túy Vương phi, tức là Chiêu Huệ Vương hậu Hàn thị bên trên. Tuy nhiên với các thế tử tần góa phụ như bà Nhân Túy và bà Thần Trinh phía trên, Huệ Khánh Cung Hồng thị không được tôn làm Vương đại phi dưới thời kỳ con trai, nguyên do là vấn đề trong vai vế tông pháp. Sau khi Tư Điệu Thế tử qua đời, bà Hồng thị được gọi là Huệ tần cung (惠嬪宮; 혜빈궁), còn con trai của bà là vua Chính Tổ bị Anh Tổ chỉ định làm con thừa tự cho Hiếu Chương Thế tử -- anh thứ khác mẹ của ngài Tư Điệu, do đó khi Chính Tổ đã trở thành Vương thế tôn dưới danh nghĩa con trai của Hiếu Chương Thế tử, thời điểm ông lên ngôi đã truy tôn "cha thừa tự" của mình là ngài Hiếu Chương thụy hiệu Đại vương, miếu hiệu Chân Tông (真宗; 진종), vợ của ngài Hiếu Chương là bà Hiếu Thuần Hiền tần Triệu thị cũng được truy thụy Vương hậu, nên theo lý nếu bà Hiền tần còn sống, theo lý thuyết sẽ là Vương đại phi và Trinh Thuần Vương hậu (kế đích tổ mẫu) sẽ tôn dần thành Đại vương đại phi. Vì đã không còn là con của vợ chồng Tư Điệu Thế tử, Chính Tổ chỉ có thể áp dụng quy tắc dâng cung hiệu cho các hậu cung sinh ra Quốc vương, tôn bà Hồng thị vị hiệu Huệ Khánh Cung (惠慶宮; 혜경궁). Khi còn sống, thì Đại vương có thể gia tôn huy hiệu thêm cho các vị Đại phi, đấy gọi là Tôn hiệu (존호; 尊號).
Nhân vật nổi tiếng
- Trinh Hi Vương hậu Doãn thị - vị Vương phi đầu tiên tiến hành thùy liêm thính chính dưới thời cháu nội của mình là Thành Tông.
- Phế phi Doãn thị - Chính thất thứ hai của Triều Tiên Thành Tông. Sinh mẫu của bạo chúa Yên Sơn Quân.
- Văn Định Vương hậu Doãn thị - Chính thất thứ ba của Triều Tiên Trung Tông. Bà là một vị Vương phi tiến hành thùy liêm thính chính dưới đời Nhân Tông và Minh Tông.
- Nhân Hiển Vương hậu Mẫn thị - Chính thất thứ hai của Triều Tiên Túc Tông. Bà từng bị phế truất rồi phục vị sau 6 năm ròng rã.
- Phế phi Trương Ngọc Trinh-Chính thất thứ ba của Triều Tiên Túc Tông. Được phong Hy tần,khi Vương phi Mẫn thị bị phế bỏ thì tức vị Vương phi. Túc Tông phục vị cho Mẫn thị thì bà bị phế trở lại thành Hy tần rồi ban chết với tội danh phản quốc và mưu hại Trung Điện. Sinh mẫu của Triều Tiên Cảnh Tông.
- Nhân Nguyên Vương hậu Kim thị - Chính thất thứ ba của Triều Tiên Túc Tông. Thành Kế phi sau khi Nhân Hiển Vương hậu qua đời.
- Trinh Thuần Vương hậu Kim thị - kế thất của Triều Tiên Anh Tổ. Tiến hành thùy liêm thính chính dưới triều Thuần Tổ.
- Minh Thành hoàng hậu Mẫn thị - vị Vương phi cuối cùng trong lịch sử Triều Tiên.

### Vai trò trong vương thất
Ngoài việc Vương phi là người có phẩm vị siêu việt đứng đầu Nội mệnh phụ quản lý cung vụ trong cung thì có những trường hợp Vương phi có thể thay Đại vương chấp chính, đó là khi Đại vương có việc rời khỏi đô thành hoặc đi vi hành.
Tuy nhiên, trong "Pháp điển Triều Tiên" có ghi chép là, chỉ khi Vương thế tử tùy giá cùng Đại vương ra khỏi kinh thành thì mọi việc phải báo cáo cho Vương phi. Tức là nếu cả Đại vương và Vương thế tử đều không ở trong cung thì Vương phi sẽ là người có trách nhiệm giám quốc hợp pháp mà không bị quy là can chính, đây cũng là điểm khác biệt nếu so với các quốc gia Đồng văn khác như Trung Quốc hay Việt Nam. Trong trường hợp báo cáo một việc gì đó cho Vương phi thì cũng được chia ra làm 3 loại:
1. Thứ nhất, theo Kinh Quốc đại điển (經國大典) quy định, khi có việc trọng đại như quân vụ hay chính vụ trong lúc Đại vương vi hành mà không thể báo tin đến hành cung Đại Vương đang ở thì sẽ giải quyết theo "Nội chỉ" (내지; 內旨) của Vương phi. Trong khoảng thời gian này thì lúc nào cũng phải bẩm báo cho Vương phi rồi nhận chỉ thị từ người. Quy định này cho đến khi biên soạn ra Đại điển thông biên hay Đại điển hội thông cũng không có sự thay đổi.
2. Thứ hai, thay đổi giờ đóng mở cửa cung và cổng thành. Vào thời Triều Tiên, cửa cung sẽ được đóng vào lúc sẩm tối và mở lại vào lúc bình minh. Cổng thành thì được đóng theo quy định Nhân định[3] và mở lại theo quy định Phá lậu[4]. Theo Tục đại điển, khi Đại vương xuất cung làm việc trong đô thành thì việc liên quan đến thay đổi giờ đóng mở cửa cung phải thỉnh Phù tín của Đại phi hoặc Vương phi để tiến hành còn cổng thành thì phải xin Phù tín ở hành cung của Đại vương. Khi Đại vương vi hành rời khỏi đô thành thì tất cả những việc liên quan đến thay đổi giờ đóng mở cửa cung và cổng thành thì đều thỉnh "Phù tín" (표신; 符信) của Đại phi hoặc Vương phi để tiến hành. Trường hợp này chỉ diễn ra khi Vương thế tử tùy giá Đại vương rời khỏi đô thành, còn nếu Vương thế tử còn ở trong cung thì phải làm theo Huy chỉ của người.
3. Thứ ba, báo cáo về Khải tỉnh ký (계성기,啓省記). Khải tỉnh ký là văn thư mà lính canh, tuần tra và tướng lĩnh ghi chi tiết việc luân phiên ca trực và số lượng quân lính để báo cáo về Binh Tào. Ngoài những người canh gác trong cung như tướng lĩnh, Quan tuyên truyền (선전관,宣傳官), Kiêm ti bộc (겸사복,兼司僕), Thượng hộ quân (상호군,上護軍), Đại hộ quân (대호군,大護軍), Hộ quân (호군,護軍), quan viên của các Quan sảnh (관청,官廳) và Tuần tướng (순장,巡將), Tuần quan (순관,巡官); thì những nơi khác chỉ cần ghi chép số lượng người thay tên là được. Tỉnh ký này mỗi ngày phải báo cáo cho Đại vương. Theo Tục đại điển, trong khi Đại vương đang bên ngoài thì báo cáo lên Đại phi hoặc Vương phi và nếu Thế tử không tùy giá Đại vương thì phải báo cho Đông cung. Quy định này trong Đại điển hội thông đã được thay đổi là khi Đại vương làm việc ngoài thành thì phải nhận được phê chuẩn ở hành cung của Đại vương và việc phân bố lính canh phải nhận được phê chuẩn trước trong hôm đó. Tức là không cần báo cho Vương Thế tử, Vương phi hoặc Đại phi.

Theo Kinh Quốc đại điển quy định, mặc dù thực quyền đứng đầu Nội mệnh phụ là Vương phi nhưng với một quốc gia trọng lễ tiết Nho giáo thì "con dâu sao có thể xem nhẹ mẹ chồng", dù có thể chỉ là trên danh nghĩa. Ví dụ như thông thường Vương thất cần tiến hành Hậu cung Giản trạch, thì cũng chính Đại phi sẽ là người đứng ra chủ trị. Vì lẽ đó, tuy bề ngoài Vương đại phi ít khi nhúng tay vào việc của Nội mệnh phụ, nhưng thực tế mỗi khi có việc quan trọng gì trong Nội mệnh phụ cần giải quyết thì Vương phi đều hỏi ý kiến Vương đại phi. Thêm vào đó, khi Tân vương kế vị ở tuổi còn nhỏ, thì người phụ nữ đứng đầu trong Vương thất sẽ tiến hành Thùy liêm thính chính để hỗ trợ chính vụ cho Đại vương. Có nghĩa là Đại vương đại phi sẽ thực hiện Thùy liêm thính chính thay vì Vương đại phi, nếu trường hợp có hai vị Tiền nhiệm Vương phi, như Trinh Thuần Vương hậu Kim thị dưới triều Thuần Tổ.

## Nội quan

### Đương kim Quốc vương
Các vị Nội quan (內官; 내관), còn gọi là các Hậu cung tần ngự (后宮嬪御; 후궁빈어), thông xưng "Hậu cung", là tập hợp các định nghĩa cùng tước hiệu sắc phong cho các thiếp chính thức của Quốc vương, được coi là người trong Vương thất Triều Tiên.
Vào sơ kì Triều Tiên, những tổ chức cung nữ từng được gọi chung là "Nội quan" hay "Nữ quan", thì đến thời vua Triều Tiên Thành Tông lại được đề rõ trong Kinh Quốc đại điển (經國大典), các hậu cung phục vụ Quốc vương cùng với các Trung điện đều được gọi chung là "Nội mệnh phụ", điều này được áp dụng cho đến hết triều đại Triều Tiên. Mỗi vị Nội quan đều có công việc đảm nhận ở trong cung để giúp đỡ Đại vương và Vương thất.
Mặc dù trong điều Nội mệnh phụ của Kinh Quốc đại điển đã chia thành Tần, Quý nhân, Chiêu nghi, Thục nghi, Chiêu dung, Thục dung, Chiêu viên, Thục viên theo phẩm cấp rõ ràng trong Hậu cung nhưng trên thực tế lại không chia theo phẩm cấp mà phải xem người đó có xuất thân thế nào và tùy theo quá trình trở thành Hậu cung mà được chia thành hai nhóm lớn. Hai nhóm lớn được chia ra đó gồm những Hậu cung là cung nữ hay kỹ nữ được Đại vương lâm hạnh rồi được nhận phong vị gọi là Thừa ân Hậu cung (승은후궁; 承恩后宮). Còn những Hậu cung xuất thân là con gái của các Sĩ đại phu chính thức vượt qua quá trình "Giản trạch" (간택,揀擇) rồi được tiến cung, họ được gọi là Giản trạch Hậu cung (간택후궁; 揀擇后宮). Thừa ân Hậu cung và Giản trạch Hậu cung mặc dù đều được tính là Hậu cung nhưng có thể thấy được sự chênh lệch lớn trong quá trình tuyển chọn và xuất thân. Sự chênh lệch đó được liên kết với đãi ngộ và vai trò của mỗi người trong cung, nhất là ở tư cách trở thành kế phi, ấy là quá trình “Phù chính” 扶正. Các vị Giản trạch được chỉ định phần lớn đều là có ý tứ dự bị phù chính, kì thực mà nói, thân phận của họ nếu nói là thê thì chưa tới, nhưng bị xét là thiếp tỳ thông thường cũng không thỏa đáng.
Tổng quan về "Bát đẳng hậu cung" của nhà Triều Tiên như sau:
| Cấp bậc         | Tên hiệu   | Phiên âm   | Chữ Hangul | Chữ Hán |
| Chính nhất phẩm | Tần        | Bin        | 빈         | 嬪      |
| Tòng nhất phẩm  | Quý nhân   | Gui-in     | 귀인       | 貴人    |
| Chính nhị phẩm  | Chiêu nghi | So-ui      | 소의       | 昭儀    |
| Tòng nhị phẩm   | Thục nghi  | Sook-ui    | 숙의       | 淑儀    |
| Chính tam phẩm  | Chiêu dung | So-yeong   | 소용       | 昭容    |
| Tòng tam phẩm   | Thục dung  | Sook-yeong | 숙용       | 淑容    |
| Chính tứ phẩm   | Chiêu viên | So-won     | 소원       | 昭媛    |
| Tòng tứ phẩm    | Thục viên  | Sook-won   | 숙원       | 淑媛    |

Tùy vào mức độ sủng ái và việc sinh Vương tử cùng Vương nữ, các Nội quan được sắp xếp thành 8 thứ bậc theo các cấp khác nhau. Tất cả các tước này, trừ Tần, đều chỉ có 1 người tại vị. Những nội quan thuộc hàng "Tần" không giới hạn số lượng, và họ sẽ được ban hiệu đứng trước, ví dụ như: Hy tần (禧嬪), Thục tần (淑嬪), Nghi tần (宜嬪), Minh tần (明嬪), Tuy tần (綏嬪)..... Các chữ đứng trước danh hiệu tần được dùng để phân biệt giữa các tần với nhau không có tác dụng để chia cao thấp trong hậu cung. Họ có thể xuất thân từ tầng lớp Lưỡng ban hoặc cũng có thể là Cung nữ. Trong mỗi cấp bậc, phân ra "Chính" (jeong, 정) luôn được xếp trên "Tòng" (jong, 종).
Bởi vì sự khác nhau trong xuất thân và quá trình trở thành Hậu cung mà thông thường những khuê nữ của giới Sĩ đại phu thông qua Giản trạch để tiến cung sẽ được sơ phong từ Tòng nhị phẩm Thục nghi trở lên. Còn các cung nữ được lâm hạnh trở thành Hậu cung sẽ được phong từ Tòng tứ phẩm Thục viên. Vào sơ kì Triều Tiên, không có trường hợp Hậu cung được phong là Tần ngay từ đầu mà sẽ được tấn phong qua từng thời kì. Tuy nhiên càng đến gần hậu kì Triều Tiên càng có nhiều trường hợp Hậu cung thông qua Giản trạch nhập cung thì không cần trải qua vị hiệu Thục nghi mà lại được phong làm Tần vị, như Nguyên tần Hồng thị của vua Chính Tổ, lại có Thừa ân Hậu cung được sơ phong vị hiệu cao hơn Thục viên, như Ánh tần Lý thị của Anh Tổ sơ phong Thục nghi, hàm Tòng nhị phẩm; Thục nghi Văn thị của Anh Tổ sơ phong Chiêu viên, hàm Chính Tứ phẩm.
Nhà Triều Tiên tôn sùng Nho giáo, không nằm ngoài tra cứu Chu lễ, do đó cũng quy định những người phụ nữ nằm trong Nội mệnh phụ đều có một công việc nhất định. Vào năm Triều Tiên Thế Tông thứ 10 (1428), triều đình đã quy định cụ thể về công việc của Hậu cung.
- Nhất phẩm Tần và Quý nhân: phò tá Vương phi và bàn về phụ lễ (Nguyên văn: 좌비논비례; 佐妃論婦禮).
- Nhị phẩm Chiêu nghi và Thục nghi: giúp đỡ và dẫn đường cho Vương phi trong các nghi lễ (Nguyên văn: 찬도비례; 贊導妃禮).
- Tam phẩm Chiêu dung và Thục dung: đảm nhiệm các công việc liên quan đến tế lễ và đón tiếp khách (Nguyên văn: 수제사빈객지사; 修祭祀賓客之事).
- Tứ phẩm Chiêu viên và Thục viên: chịu trách nhiệm quản lý tẩm điện thường ngày và các loại gấm vóc, vải dệt trong cung (Nguyên văn: 서연침리사시; 敍燕寢理絲枲).

Về sau, mặc dù điều luật về Nội mệnh phụ này từng được thay đổi vài lần trong Tục đại điển, Đại điển thông biên và Đại điển hội thông nhưng những quy định trong Nội mệnh phụ vẫn được duy trì và áp dụng đến hết triều đại Triều Tiên. Thông thường công việc chủ yếu của những Hậu cung là phò tá Vương phi quản lý mọi việc trong cung và quan trọng hơn hết vẫn là sinh con cái cho Đại vương. Đó cũng là lý do mà Tần và Quý nhân không hạn định về số người là nhằm kích thích Hậu cung sinh ra Nguyên tử để kế thừa đại nghiệp. Thông thường thì Hậu cung tuy có mệnh "phụ tá", nhưng cũng chỉ được giao những nhiệm vụ nhất định mà không thể tham gia vào chính sự như Vương phi. Đặc biệt, đối với Tần là một chức quan có hàm chính nhất phẩm phong cho Hậu cung của Đại vương vào thời Triều Tiên với phẩm vị cao nhất trong Nội mệnh phụ, chỉ đứng sau Vương phi. Tuy nhiên trong Đại điển hội thông có viết: ["Chính nhất phẩm Tần, hữu Giáo mệnh, tắc vô giai"; 正一品 嬪,有敎命,則無階], tức là chỉ thêm vào một quy định rằng nếu nhận được "Giáo mệnh" của Đại vương thì sẽ không cần liệt vào hàng có phẩm quan mà sẽ siêu việt giống với Vương phi, những vị hậu cung này được gọi là “Vô phẩm tần” (無品嬪; 무품 빈; Mupum-bin). Giống chứ không ngang hàng vì Vương phi vẫn là chính thất của Đại vương, việc ban Giáo mệnh chỉ thể hiện sự sủng ái của Đại vương đối với vị Tần đó. Các vị Vô phẩm tần còn được nhận một loại nhã xưng gọi là “Cung hiệu” (宮號; 궁호; Gung-ho). Trên lý thuyết, “Cung hiệu” là tên của một cung, nhưng dưới cách dùng cho nội mệnh phụ, đây lại như một dạng biệt xưng mà không phải nơi ở cụ thể. Mặc dù trước đó Ninh tần Kim thị của Túc Tông đã được tặng cung hiệu “Nhân Thọ cung” (仁壽宮; 인수궁; Insu-gung) bởi vua Anh Tổ do công ơn nuôi nấng của bà trước kia, vua Chính Tổ cũng vì mẹ mình mà dâng cung hiệu “Huệ Khánh cung” (惠慶宮; 혜경궁; Hyegyeong-gung) để tỏ khác biệt, tuy nhiên từ khi bắt đầu điều chỉnh gia lễ nghênh giá Nguyên tần Hồng thị triều Chính Tổ, việc áp dụng cung hiệu như một loại tôn xưng cho hậu cung mới dần thành thông lệ. Theo đó, các giản trạch hậu cung là Vô phẩm tần đều có cung hiệu nhằm tỏ ra khác biệt với các thừa ân hậu cung được thăng vị tần, vốn chỉ được gọi là “Phòng” (房; 방; bang), ví dụ như Nghi tần Thành thị, ấn chương của bà được khắc 3 chữ “Nghi tần phòng”, mà các vị có cung hiệu thì sẽ được ghi tên cung, khi so sánh thì danh vị và địa vị của Nghi tần sẽ kém hơn những vị Nguyên tần, Tuy tần hay thậm chí là người không sinh được con cái như Hòa tần.
Nơi ở của những Hậu cung không phải được xây dựng riêng biệt hay là được chỉ định ở một nơi nhất định mà sẽ được bố trí ở một nơi biệt lập nằm xung quanh Nội điện của Vương phi. Mỗi Hậu cung sau khi được phong vị đều có nơi ở riêng của mình và được ban Đường hiệu (당호; 堂號) rồi sinh sống độc lập tại đó. Thường thấy nhất trong các tài liệu về Nội mệnh phụ Triều Tiên là cách gọi ["Tên của đường kèm họ"], ví dụ nếu Hậu cung Lý thị ở Bảo Hi đường thì gọi là [Bảo Hi đường Lý thị].

### Tiền nhiệm Quốc vương
Sau khi Quốc vương qua đời, khác với Vương phi được ở lại trong cung và tôn phong thành Vương đại phi, các Hậu cung của Tiên vương thì vào sơ kì Triều Tiên phải xuống tóc và xuất gia. Theo đó, sau khi Tiên vương hoăng thì những Hậu cung sẽ xuống tóc và tập hợp lại một ngôi chùa mang tên Định Nghiệp viện (정업원; 定業院).
Việc bắt các Hậu cung này xuống tóc đi tu là để thủ tiết đối với Tiên vương cũng như là cầu phúc, tụng kinh siêu độ cho Tiên vương. Tuy nhiên Triều Tiên là một quốc gia sùng Nho giáo, nên việc này dần dần cũng biến mất. Thay vào đó, cần có những chính sách đối đãi cho cuộc sống của những Hậu cung từng hầu hạ Tiên vương sau khi Tiên vương mất. Vì vậy, nếu con của Hậu cung nào được kế vị thì Hậu cung đó hiển nhiên vẫn được tiếp tục ở lại trong cung, nhưng nếu không rơi vào trường hợp này thì những Hậu cung buộc phải xuất cung ra ở tại các cung phụ, ý chỉ ngoài Cảnh Phúc cung và Xương Khánh cung. Nếu có con trai là các Vương tử mang tước Quân, thì những Hậu cung này cũng có thể dọn đến ở cùng với họ.
Trường hợp con của những Hậu cung được trở thành Đại vương thì cũng không thể tấn tôn Sinh mẫu của mình làm Vương đại phi mà chỉ được ban cung hiệu. Trong lịch sử Triều Tiên cũng chỉ có 7 vị là Sinh mẫu của Đại vương nhưng không phải là Vương phi (gọi là Hậu cung Vương mẫu) nên chỉ được ban cung hiệu, được gọi chung là Thất Cung (Chilgung; 칠궁; 七宮). Vương triều Triều Tiên vốn coi trọng Nho giáo nên thứ bậc Đích thứ rất được coi trọng, nên các Hậu cung dù Sinh mẫu của Đại vương nhưng cũng không được tấn tôn làm Vương đại phi hay truy phong làm Vương hậu sau khi mất, mà chỉ được gọi là "Cung" hoặc vẫn duy trì phong hiệu cũ, đấy gọi là Cung hiệu (궁호; 宮號), đối với nơi mộ táng được gọi là "Viên" (trừ Trương Hy tần, tức Đại Tần Cung, vẫn giữ nguyên quy cách gọi "Mộ"). Ngoài ra, các "Cung hiệu" ban cho Thất Cung cũng chính là tên nơi mà họ được thờ cúng sau khi mất. Tuy nhiên vào năm Long Hy thứ 2 (1908), tất cả nơi thờ cúng của Thất Cung bị "quốc hữu hóa" và bài vị của Thất Cung được chuyển đến Dục Tường cung để cùng thờ cúng. Hiện nay khu vực Dục Tường cung nằm phía bên cánh trái của Nhà Xanh.
Nhân vật nổi tiếng
- Thành phi Nguyên thị - nội quan của Triều Tiên Thái Tổ. Tuy được sách phong Phi như trung cung nhưng chỉ được an táng theo nghi thức của nội quan, bia mộ cũng bị sửa gọi Thành tần.
- Xương tần An thị - nội quan của Triều Tiên Trung Tông, là tổ mẫu của Triều Tiên Tuyên Tổ.
- Phế Quý nhân Triệu thị - sủng thiếp cuối đời của Triều Tiên Nhân Tổ.
- Hy tần Trương thị - từng là Vương phi của Triều Tiên Túc Tông. Sinh mẫu của Triều Tiên Cảnh Tông.
- Hòa Kính Thục tần Thôi thị - sinh mẫu của Triều Tiên Anh Tổ.
- Chiêu Dụ Ánh tần Lý thị - sinh mẫu của Trang Hiến Thế tử, tổ mẫu của Triều Tiên Chính Tổ.
- Nghi tần Thành thị - sủng thiếp nổi tiếng của Triều Tiên Chính Tổ.

Danh sách Thất Cung
1. Trữ Khánh Cung (저경궁; 儲慶宮): tức Nhân tần Kim thị, sinh mẫu của Triều Tiên Nguyên Tông, tổ mẫu của Triều Tiên Nhân Tổ, tằng tổ mẫu của Chiêu Hiến Thế tử và Triều Tiên Hiếu Tông. Viên hiệu Thuận Khang viên (순강원; 順康園).
2. Đại Tần Cung (대빈궁; 大嬪宮): tức Hy tần Trương thị, sinh mẫu của Triều Tiên Cảnh Tông. Không có viên hiệu, nơi táng giữ nguyên gọi là Đại Tần mộ (대빈묘; 大嬪墓).
3. Dục Tường Cung (육상궁; 毓祥宮): tức Hòa Kính Thục tần Thôi thị, sinh mẫu của Triều Tiên Anh Tổ, tổ mẫu của Triều Tiên Chân Tông và Triều Tiên Trang Tổ, tằng tổ mẫu của Triều Tiên Chính Tổ. Viên hiệu Chiêu Ninh viên (소령원; 昭寧園).
4. Diên Hỗ Cung (연호궁; 延祜宮): tức Ôn Hi Tĩnh tần Lý thị, sinh mẫu của Triều Tiên Chân Tông. Viên hiệu Tuy Cát viên (수길원; 綏吉園).
5. Tuyên Hi Cung (선희궁; 宣禧宮): tức Chiêu Dụ Ánh tần Lý thị, sinh mẫu của Triều Tiên Trang Tổ, tổ mẫu của Triều Tiên Chính Tổ, tằng tổ mẫu của Triều Tiên Thuần Tổ. Viên hiệu Tuy Khánh viên (수경원; 綏慶園).
6. Cảnh Hựu Cung (경우궁; 景祐宮): tức Hiển Mục Tuy tần Phác thị, sinh mẫu của Triều Tiên Thuần Tổ. Ban đầu là Gia Thuận Cung (가순궁; 嘉順宮). Viên hiệu Huy Khánh viên (휘경원; 徽慶園).
7. Đức An Cung (덕안궁; 德安宮): tức Thuần Hiến Hoàng quý phi Nghiêm thị, phi tần của Triều Tiên Cao Tông, sinh mẫu của Ý Mẫn Thái tử. Viên hiệu Vĩnh Huy viên (영휘원; 永徽園).

## Cung quan
Chế độ Cung quan của Triều Tiên bao gồm các nữ quan có phẩm trật cùng cung nữ chuyên phục vụ theo lệnh. Chế độ này được nêu rõ trong mục "Nội mệnh phụ" của Kinh Quốc đại điển (經國大典) được soạn thảo dưới thời vua Triều Tiên Thế Tông. Vì có phẩm cấp, chức vụ cũng như đãi ngộ riêng, thân phận của "Cung trung nữ quan" được coi là cao quý hơn thường dân không có phẩm cấp, so với tiện dân, nô lệ hay nô tỳ phủ quan càng có sự cách biệt. Nếu được "thừa ân", họ có thể trở thành một Hậu cung, có những trường hợp được tấn phong nhiều lần lên tới Chính nhất phẩm Tần, thậm chí Vương Phi như Trương Hy Tần.
Dưới quy định của Thế Tông, các nữ quan được chia làm 3 phân cấp chính:
- Chính ngũ phẩm:

1. Thượng cung (상궁,尙宮): phụ trách dẫn đường cho Vương phi, thống lĩnh Ti kí và Điển ngôn.
2. Thượng nghi (상의,尙儀): phụ trách lễ nghi và trình tự sinh hoạt thường ngày, thống lĩnh Ti tân cùng với Điển tán.
3. Thượng phục (상복,尙服): chịu trách nhiệm cung cấp số lượng y phục và chế tác thải chương và thống lĩnh Ti y và Điển sức.
4. Thượng thực (상식,尙食): phụ trách chuẩn bị thiện thực và đồ ăn kèm, thống lĩnh Ti thiện và Điển dược.
5. Thượng tẩm (상침,尙寢): chịu trách nhiệm thứ tự sinh hoạt hàng ngày của Đại vương ở Tẩm điện, thống lĩnh Ti thiết và Điển đăng.
6. Thượng công (상공,尙功): chịu trách nhiệm đào tạo nhữ công gồm may vá thêu thùa, thống lĩnh Ti chế và Điển thải.
7. Thượng chính (상정,尙正): có vai trò truy bắt và xử tội những cung nữ làm trái phẩm hạnh và công việc.

- Chính lục phẩm:

1. Ti kí (사기,司記): thuộc chịu trách nhiệm văn thư và ghi chép ra vào trong cung.
2. Ti tân (사빈,司賓): đảm nhận tiếp đón khách, triều kiến, thiết yến và ban thưởng.
3. Ti y (사의,司衣): đảm nhiệm y phục và thủ sức.
4. Ti thiện (사선,司膳): một người đảm nhận các món ăn kèm như luộc và chưng.
5. Ti thiết (사설,司設): đảm nhận màn trướng, đệm ngồi, dọn dẹp vệ sinh và phơi khô đồ vật không bị ẩm.
6. Ti chế (사제,司製): phụ trách việc may vá thêu thùa.

- Chính thất phẩm:

1. Điển ngôn (전언,典言): đảm nhiệm việc thông truyền và bố cáo.
2. Điển tán (전찬,典贊): phụ trách tiếp đón khách, triều kiến, yến thực, hỗ trợ và dẫn đường cho Đại thần trong triều.
3. Điển sức (전식,典飾): chịu trách nhiệm về cao mộc và cân trất.
4. Điển dược (전약,典藥): có trách nhiệm quản lý các đơn thuốc.
5. Điển đăng (전등,典燈): chịu trách nhiệm thắp sáng đèn lồng và nến ở trong cung.
6. Điển thải (전채,典綵): đảm nhận việc dệt lụa và vải.
7. Điển chính (전정,典正): có nhiệm vụ hỗ trợ Thượng chính.

Đến thời Triều Tiên Thành Tông thì có sự điều chỉnh trong phẩm cấp rất lớn. Cung quan phân ra hai cách xưng hô là Thượng cung (尙宮; 상궁) và Nội nhân (나인; 內人). Hai vị trí Chính ngũ phẩm là Thượng cung (尙宮, 상궁) và Thượng nghi (尙儀, 상의), tiếp tục giữ vị trí sau cải cách của Thành Tông. Họ là các nữ quan phục vụ trực tiếp cho vương thất. Một cung nữ ở lâu trong cung, đến sau 15 năm phục vụ thì sẽ trở thành Nội nhân chính thức (sau khi làm Quán lễ), rồi họ cũng sẽ được phong làm Thượng cung sau 15 năm kể từ khi trở thành Nội nhân chính thức. Do đó trừ các Nội nhân được ân sủng mà ban thành Thừa Ân Thượng cung, thì những Thượng cung khác đều phải trên 30 tuổi.

### Thượng cung
Tuỳ theo vị trí và nhiệm vụ, giữa các Thượng cung với nhau sẽ có phân chia thứ bậc, ví dụ như:
| Tên gọi                 | Phiên âm         | Chữ Hangul | Chữ Hán    | Vai trò |
| Đề điều Thượng cung     | Jejo sanggung    | 제조상궁   | 提調尙宮   | Là Thượng cung có địa vị cao nhất trong số các Thượng cung, quản lý các Thượng cung cùng các cung nữ, có ảnh hưởng trong hậu cung. Họ phục vụ nhà vua với nhiều nội quan khác trong cung, nhận lệnh của nhà vua và có quyền lực chính trị. Đề điều thượng cung chỉ có một người nhưng điều kiện để có thể trở thành Đề điều thượng cung phải là người xuất chúng nhất và thuộc nhóm những cung nữ thâm niên, có học vấn (thường là người thông thạo kinh thư) cũng như phải có năng lực lãnh đạo xứng tầm để có thể thống lĩnh chúng cung nữ. Nhiệm vụ của Đề điều thượng cung là nhận Ngự mệnh (어명,御命) của Đại điện và quản lý tài sản lớn nhỏ của Nội điện. Có thể xem Đề điều thượng cung tương đương với Tể tướng ở tiền triều.                                                      |
| Phó Đề điều Thượng cung | Bujejo sanggung  | 부제조상궁 | 副提調尙宮 | Cũng được gọi là A lý khố Thượng cung (Arigo sanggung, 阿里庫尙宮), phụ trách quản lý công khố của hậu cung, là người chỉ xếp sau Đề điều thượng cung. A lí khố là khố phòng ở Nội điện, ở trong đây có chứa những tài sản quý giá được ghi vào danh mục tài sản cá nhân của Đại vương. Những tài sản quý giá gắn liền với ăn – mặc – ở như chén bạc, vật dụng bằng sắt và đồ đồng cùng với các loại vải nhiều màu có khảm đá quý. Tất cả những vật dụng này khi lấy ra và trả lại đều phải qua tay của A lí khố thượng cung. |
| Chí mật Thượng cung     | Jimil sanggung   | 지밀상궁   | 至密尙宮   | Cũng được gọi là Đãi lệnh Thượng cung (Daeryeong sanggung, 待令尙宮), phụ trách việc hầu hạ thân cận với nhà vua và Vương phi cùng Vương đại phi, không bao giờ rời bước, cho nên họ mới được gọi là "Đãi lệnh", có nghĩa là chờ đọi mệnh lệnh. |
| Bảo mẫu Thượng cung     | Bomo sanggung    | 보모상궁   | 保姆尙宮   | Họ có nhiệm vụ chăm sóc các Vương tử và Vương nữ. Theo đó ở Đông cung sẽ có hai người, còn Vương tử và Vương nữ ở những nơi khác thì mỗi nơi một người. Vương tử và Vương nữ khi còn nhỏ sẽ gọi những Bảo mẫu thượng cung này là A chỉ (아지,阿只). |
| Thị nữ Thượng cung      | Sinyeo sanggung  | 시녀상궁   | 侍女尙宮   | Họ có nhiều nhiệm vụ rải rác trong khắp Nội viện, nhưng nhìn chung thường ngày sẽ làm việc ở những nơi phòng Chí mật. Thị nữ thượng cung đảm nhiệm việc quản lý thư tịch, tuyên đọc các loại sách quan trọng trong các ngày lễ tiết. Những người viết chữ đẹp thì đảm nhận viết sách và phụ trách tấu thỉnh những việc khác. Còn trong các buổi tiệc lớn nhỏ sẽ được chia ra làm Thị nữ thượng cung phục vụ yến tiệc, Thị nữ thượng cung dâng thiện thực và Thị nữ thượng cung dâng rượu. Ngoài việc quản lý những vật dụng khác như chén bát thì Thị nữ thượng cung còn quản lý các từ đường và cũng chịu trách nhiệm khóc tang. Cuối cùng, Thị nữ thượng cung như là một Đặc sứ của Đại vương và Vương phi khi nhà mẹ của Vương phi có chuyện lớn thì nhận ngự mệnh rồi đến đó giải quyết. |
| Giám sát Thượng cung    | Gamchal sanggung | 감찰상궁   | 監察尙宮   | Họ có nhiệm vụ đánh giá và trừng phạt các cung nữ. Đối tượng giám sát thường là những cung nữ trẻ tuổi và các cung nữ tập sự mà không tính những Thượng cung thâm niên. Các hình phạt nhẹ thì có thể bị xử bóp chân và nặng có thể bị lưu đày. Những người sống trong cung đều là các gia đình độc lập nên ở mỗi cung điện đều được bố trí hai Giám sát. |
| Nhất ban Thượng cung    | Ilban sanggung   | 일반상궁   | 一般尙宮   | Đây là những người chưa được ban chức danh như những Thượng cung trên. Thường thì ở mỗi bộ phận sẽ có 7 đến 8 người nên họ có trách nhiệm quản lý những Nội nhân thuộc cấp và đảm nhiệm tất cả công nhận ở bộ phận sở thuộc. |

Cũng có trường hợp một cung nữ trẻ tuổi được vua sủng ái nhưng chưa sinh dục con cái, đều được sắc phong làm Thượng cung. Khi đó họ đứng hàng cao nhất trong Chính ngũ phẩm, được gọi là Thừa ân Thượng cung (承恩尙宮, 승은상궁). Tuy nhiên, Thừa Ân thượng cung không được tính vào Vương thất hay Nội quan. Mỗi Thừa ân Thượng cung sẽ được ban cho một Thượng cung khác để hầu hạ. Do tính chất này, họ còn được gọi là Đặc biệt Thượng cung (특별상궁; 特別尙宮).
Từ Tòng ngũ phẩm trở đi là các biến đổi từ thời Thành Tông, trong đó có gộp lại từ các chức vụ có từ đời Thế Tông hoặc là đổi tên gọi. Tất các quan phẩm đều chỉ có một người, có thể hiểu họ chính là nữ quan trong số nội nhân, quản lý các nội nhân ở các phòng ban để làm việc. Vua Thành Tông chỉ điều chỉnh danh xưng và quan phẩm của cung quan chứ không đề cập về việc thay đổi công việc của họ, nên Thượng kí vẫn làm công việc của Ti kí và các Ti bị thay đổi thành Điển vẫn làm công việc như cũ.
Chi tiết bao gồm:
| Cấp bậc         | Tên gọi                                       | Phiên âm                                  | Chữ Hangul              | Chữ Hán                 | Ghi chú                                                                                            |
| Tòng ngũ phẩm   | Thượng phục Thượng thực                       | Sang-bok Sang-shik                        | 상복 상식               | 尙服 尙食               | Nhiệm vụ như cũ đời Thế Tông. Chỉ giáng phẩm hàm.                                                  |
| Chính lục phẩm  | Thượng tẩm Thượng công                        | Sang-chim Sang-kong                       | 상침 상공               | 尙寢 尙功               | Nhiệm vụ như cũ đời Thế Tông. Chỉ giáng phẩm hàm.                                                  |
| Tòng lục phẩm   | Thượng chính Thượng ký                        | Sang-chong Sang-gi                        | 상정 상기               | 尙正 尙記               | Trộn lẫn giữa Chính ngũ phẩm Thượng chính và Chính lục phẩm Ti kí.                                 |
| Chính thất phẩm | Điển tân Điển y Điển thiện                    | Chon-bin Chon-ui Chon-son                 | 전빈 전의 전선          | 典賓 典依 典膳          | Đổi tên từ Chính thất phẩm Ti tân, Ti y và Ti thiện. Nhiệm vụ như cũ.                              |
| Tòng thất phẩm  | Điển thiết Điển chế Điển ngôn                 | Chon-sol Chon-che Chon-on                 | 전설 전제 전언          | 典設 典製 典言          | Đổi tên từ Chính thất phẩm Ti thiết và Ti chế, kiêm thêm Điển ngôn bị giáng phẩm. Nhiệm vụ như cũ. |
| Chính bát phẩm  | Điển tán Điển sức Điển dược                   | Chon-chan Chon-shik Chon-yak              | 전찬 전식 전약          | 典贊 典飾 典藥          | Nhiệm vụ như cũ đời Thế Tông. Chỉ giáng phẩm hàm.                                                  |
| Tòng bát phẩm   | Điển đăng Điển thải Điển chính                | Chon-dung Chon-che Chon-cong              | 전등 전채 전정          | 典燈 典彩 典正          | Nhiệm vụ như cũ đời Thế Tông. Chỉ giáng phẩm hàm.                                                  |
| Chính cửu phẩm  | Tấu cung Tấu thương Tấu giác                  | Chu-gung Chu-sang Chu-gak                 | 주궁 주상 주각          | 奏宮 奏商 奏角          | Chế độ thêm mới.                                                                                   |
| Tòng cửu phẩm   | Tấu biến trưng Tấu trưng Tấu vũ Tấu biến cung | Chu-byon-chi Chu-chi Chu-oo Chu-byon-gung | 주변치 주치 주우 주변궁 | 奏變徵 奏徵 奏羽 奏變宮 | Chế độ thêm mới.                                                                                   |

### Nội nhân
Cách gọi Nội nhân (나인; 內人) chính là nói đến các cung nữ. Trong đó còn có phân ra làm Nội nhân tập sự (견습나인; 見習內人), chỉ đến các Nội nhân được tuyển còn nhỏ, sẵn sàng trưởng thành và các Hạ nữ (下女), chỉ đến những nữ tỳ cấp thấp làm các công việc nặng nhọc và sai vặt trong cung.
Tùy theo bộ phận mình làm việc mà độ tuổi tiến cung của mỗi Nội nhân cũng khác nhau. Theo đúng lộ trình thì thông thường khi vừa tiến cung, bọn họ sẽ phải làm "Nội nhân tập sự", trải qua 15 năm sau khi cử hành Quán lễ (관례; 冠禮), một dạng lễ trưởng thành, sau đó thì sẽ được thăng làm Chính thức Nội nhân (정식나인; 正式內人), hay gọi đơn giản là Nội nhân. Sau khi trở thành Nội nhân, họ lại trả qua 15 năm làm việc tiếp tục được thăng thành Thượng cung. Có nghĩa là từ khi tiến cung cho đến lúc được làm Thượng cung thì một cung nữ thông thường phải mất đến 30 năm. Những Nội nhân được tuyển chọn vào nội cung để phục vụ cho Vương thất Triều Tiên sẽ làm việc theo chế độ Chung thân (종신제; 終身制). Điều này có nghĩa họ sẽ phải làm việc đến khi không còn có khả năng làm việc, lúc đó mới có thể trở về quê nhà tận hưởng tuổi già nhưng phải đưa cháu hoặc em vào cung để làm việc thay mình. Tuy nhiên, cũng có một số trường hợp được xuất cung mà không theo chế độ chung thân, thường rơi vào trường hợp chủ nhân của những Nội nhân đó bất hạnh qua đời và sau khi mãn tang sẽ được trả về gia đình.
Tùy theo phẩm cấp, công việc được giao và nơi trực thuộc mà họ sẽ có những danh xưng và y phục tùy theo công việc của mình. Nơi mà họ làm việc trước hết sẽ liên quan đến phòng ốc và tẩm điện của Đại vương và tùy theo ăn - mặc - ở mà sẽ có những bộ phận liên quan khác như:
1. Chí mật (지밀; 至密): một nơi nghiêm ngặt và quan trọng đến mức một lời nói cũng không thể lọt ra ngoài. Trước hết là bảo vệ tính mạng và phục vụ tất cả đến cuộc sống như giấc ngủ, ăn uống, trang phục của Đại vương và Vương phi. Là bộ phận quản lý vật phẩm của Nội điện và có trách nhiệm làm cầu nối quan trọng với Nội Thị phủ (내시부; 內侍府), Nội Y viện (내의원; 內醫院), Thiêu trù phòng và Ti Ung viện (사옹원,司饔院). Mặt khác trong cung phải tổ chức không ít yến tiệc như hôn sự, tiệc chúc mừng như thọ 60 tuổi thì sẽ được chia ra làm cung nữ phục vụ yến tiệc, Nội nhân dâng thiện thực và Nội nhân dâng rượu.
2. Châm phòng (침방; 針房): trước hết là chịu trách nhiệm từ y phục cho tới chăn gối và may vá cho Đại vương và Vương phi. Ngoài ra còn may y phục cho các nơi cần thiết trong cung.
3. Tú phòng (수방; 繡房): bộ phận đảm nhiệm chế tác phục sức cũng như đồ trang trí cần dùng trong cung. Chẳng hạn như thêu long hung bối, thứ may ở trước Long bào mà trong cung thường gọi là Long kim xích (용금치; 龍金赤) và chịu trách nhiệm cả việc làm gối, thêu túi hương và làm bình phong.
4. Tẩy thủy gian (세수간; 洗水間): chịu trách nhiệm chuẩn bị nước rửa mặt và nước để tắm cho Đại vương và Vương phi vào sáng sớm và chiều tối. Ngoài ra nơi này còn đảm nhiệm việc giặt khăn và rửa chén. Những người hay ra vào khố phòng của Nội điện cũng là bộ phận này. Bộ phận này còn có một nhiệm vụ đặc biệt đó chính là khi Vương phi đi dạo trong cung thì phải đi theo xung quanh kiệu và đi trước dẫn đường. Những lúc này nếu thiếu người thì sẽ gọi người ở Sinh quả phòng, Thiêu trù phòng và Tẩy đạp phòng đến bổ sung. Thường ngày thì việc tiếp đón khách ở và dọn dẹp Nội điện cũng do bổ phận này đảm nhiệm.
5. Sinh quả phòng (생과방; 生果房): ngoài việc chuẩn bị thiện thực buổi sáng cho Đại vương thì còn chịu trách nhiệm làm nước uống và bánh trái. Các món ăn trong yến tiệc như các loại trà bánh cũng do bộ phận này quản lý. Hơn nữa, các cung nữ Sinh quả phòng còn hỗ trợ những Nội nhân của Thiêu trù phòng trong việc dâng thiện thực buổi sáng cho Đại vương.
6. Thiêu trù phòng (소주방; 燒廚房): được chia ra làm Nội thiêu trù phòng và Ngoại thiêu trù phòng. Nội thiêu trù phòng (안소주방; 內燒廚房) là nơi quản lý thiện thực sáng tối của Đại vương và chịu trách nhiệm các món ăn kèm, còn Ngoại thiêu trù phòng (밖소주방; 外燒廚房) là bộ phận nấu những món ăn trong yến tiệc, ngược lại với Nội thiêu trù phòng là đảm nhận việc nấu những món ăn thường ngày.
7. Tẩy đạp phòng (세답방; 洗踏房): cụm từ "Tẩy đạp" theo cổ ngữ có nghĩa là giặt giũ. Nói như vậy nhưng công việc không chỉ có giặt giũ mà hầu hạ Đại vương và Vương phi cũng là nhiệm vụ của tất cả Nội nhân ở Tẩy đạp phòng. Nơi đây đảm nhiệm việc giặt giũ, sắp xếp, ủi và nhuộm màu y phục cho Đại vương và Vương phi.

Ngoài 7 bộ phận trên còn có Bộc y xứ (복이처; 僕伊處) và Thoái thiện gian (퇴선간; 退膳間). Đây là những bộ phận được bổ sung, như Bộc y xứ đảm nhiệm châm đèn trong tẩm thất của Nội điện và đốt đèn lồng. Những người làm việc này sẽ được chọn ra từ Nội nhân trong Tẩy đạp phòng. Còn Thoái thiện gian trực thuộc bộ phận Chí mật được xem như là một nhà bếp trung gian. Do đem thức ăn từ nơi xa như Nội thiêu trù phòng sẽ làm thức ăn nguội nên nơi này là nơi hâm nóng thức ăn và chuẩn bị dâng thiện thực cho Đại vương.

## Thế tử cung
Thế tử cung (世子宮; 세자궁) hay còn gọi là Đông cung (東宮; 동궁), chỉ đến nơi ở của Vương thế tử, người sẽ kế vị ngai vị của Triều Tiên quốc vương. Khác với các Vương tử khác, thê thiếp của Thế tử mô phỏng theo Nội mệnh phụ, cũng chia các cấp phẩm:
- Chính nhất phẩm: Vương thế tử tần (王世子嬪; 왕세자빈).
- Tòng nhị phẩm: Lương đệ (良娣; 양제).
- Tòng tam phẩm: Lương viên (良媛; 양원).
- Tòng tứ phẩm: Thừa huy (承徽; 승휘).
- Tòng ngũ phẩm: Chiêu huấn (昭訓; 소훈).
- Tòng lục phẩm: Thủ khuê (守閨; 수규), Thủ tắc (守則; 수칙).
- Tòng thất phẩm: Chưởng soạn (掌饌; 장찬), Chưởng chính (掌正; 장정).
- Tòng bát phẩm: Chưởng thư (掌書; 장서), Chưởng phùng (掌縫; 장봉).
- Tòng cửu phẩm: Chưởng tàng (掌藏; 장장), Chưởng thực (掌食; 장식), Chưởng y (掌醫; 장의).